# Колющие тли
Колющие тли (лат. Drepanosiphidae) — семейство полужесткокрылых насекомых из надсемейства тлей (Aphidoidea).

## Описание
Трубочки без ячеистой скульптуры. Усики из шести члеников. Анальная пластинка с выемкой или закруглённая. Питаются на лиственных деревьях кустарниках, а также на травянистых растениях, относящихся к однодольным и семейству бобовых.

## Классификаиция
В мировой фауне около 440 видов в 60 родах.